# Foy (Bastogne)
Pour les articles homonymes, voir Foy.
Pour les articles ayant des titres homophones, voir Foi, Foie, Foix et Fois.
Foy est un village belge situé à 4 kilomètres au nord de Bastogne, sur la route d’Houffalize, dans la province de Luxembourg en Région wallonne. Administrativement il fait partie de la ville de Bastogne.

## Histoire
Lors de la bataille des Ardennes, à la fin de la Seconde Guerre mondiale (décembre 1944), Foy et les environs sont le champ de bataille d’une violente rencontre entre les troupes allemandes et américaines.
Foy est occupé par les troupes allemandes que les troupes américaines, installées dans le bois Jacques, empêchent d’avancer sur Bastogne. La 101 division aéroportée américaine (la Easy Company) donne l’assaut en janvier 1945 et chasse les Allemands de Foy. Les pertes humaines dans les deux camps sont considérables. Des traces de cette bataille sont encore visibles, aussi bien sur certaines maisons de Foy que dans le bois Jacques où des « trous de souris » ou « trous d'homme » (appelés aussi fox holes en Anglais) ont survécu au temps. Ce bois est d'ailleurs inscrit au patrimoine classé de la Région wallonne depuis 2017.

## Souvenirs de la guerre
- Sur la route de Recogne, à l’ouest de Foy se trouve un cimetière allemand. La plupart des soldats allemands morts durant l’offensive des Ardennes y furent regroupés : 6804 sépultures.
- Au sud de Foy, à l'entrée du bois Jacques, fut érigé en 2004 un monument aux parachutistes américains de la Easy Company : ils y campèrent durant un mois d'hiver rigoureux, dans des conditions de vie particulièrement éprouvantes, avant de donner l’assaut à Foy.

Diverses tranchées sont toujours observables dans le bois Jacques, accessibles depuis un parking et une signalisation spécifique.
Ce combat fait l'objet de l'épisode 7 de la série américaine Frères d'armes Point de rupture (The Breaking Point).
La bataille est aussi représentée dans le jeu Call of Duty : La Grande Offensive, dans le mod de Red Orchestra: Ostfront 41-45 : Darkest Hour: '44-'45 ainsi que dans le jeu Day of Infamy et dans une des cartes (FOY) des jeux Hell  Let Loose et Squad 44.

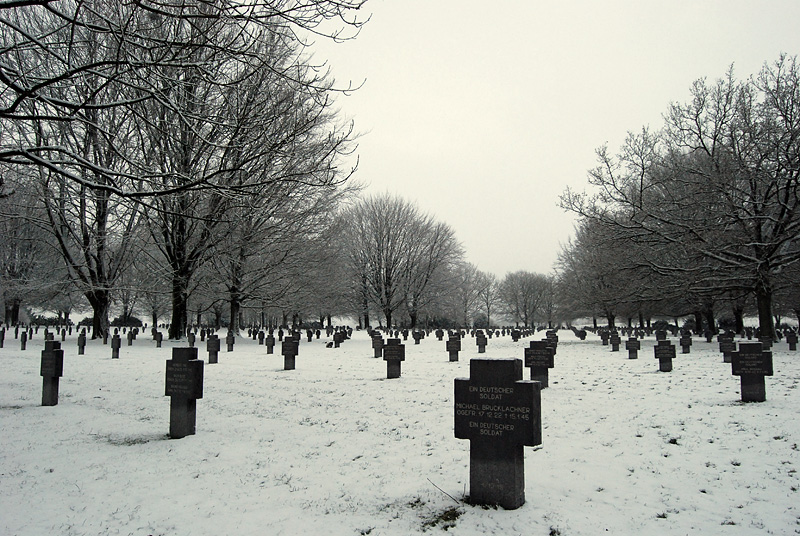
Le cimetière allemand
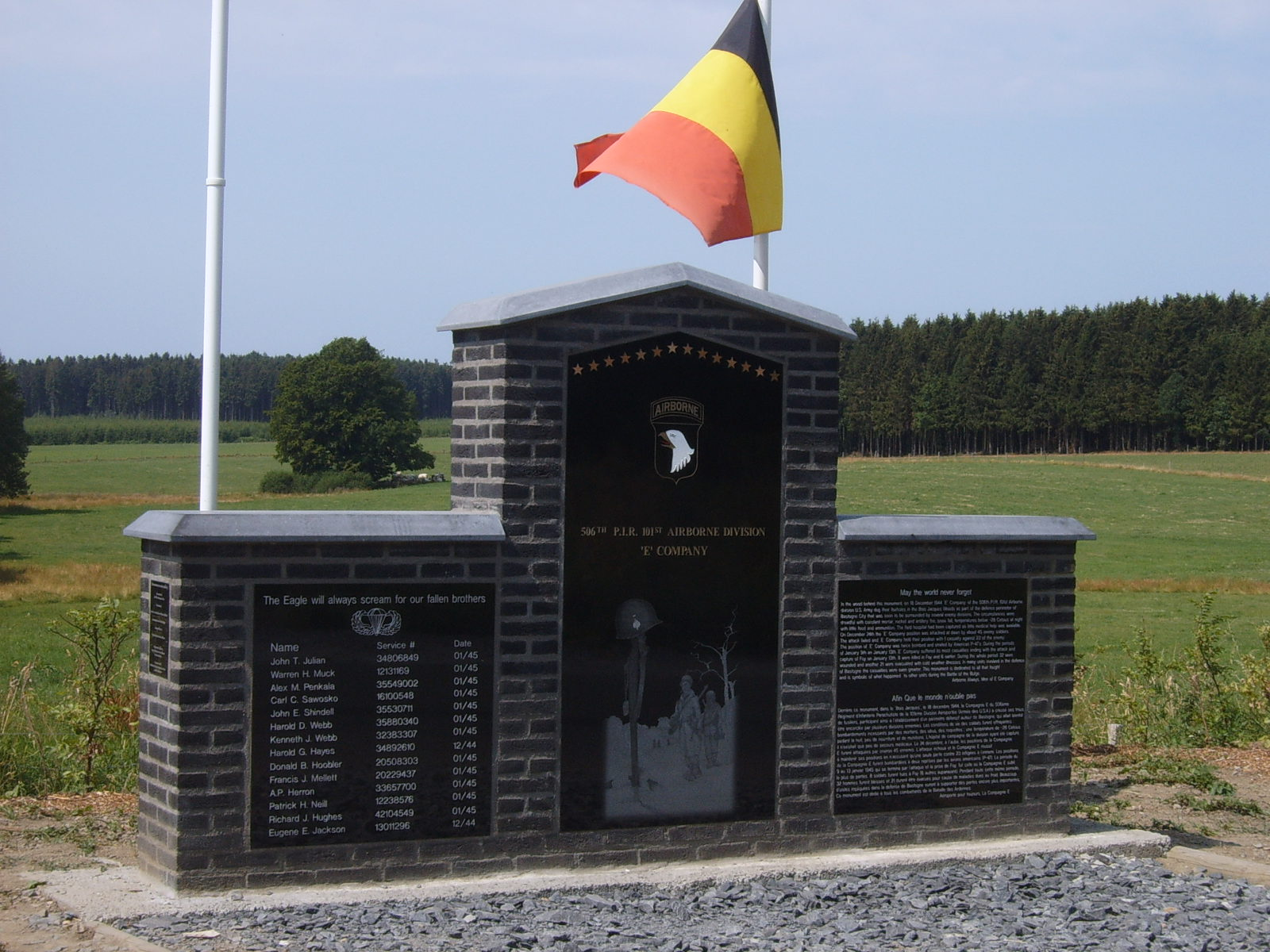
Monument à la 101e division aéroportée américaine
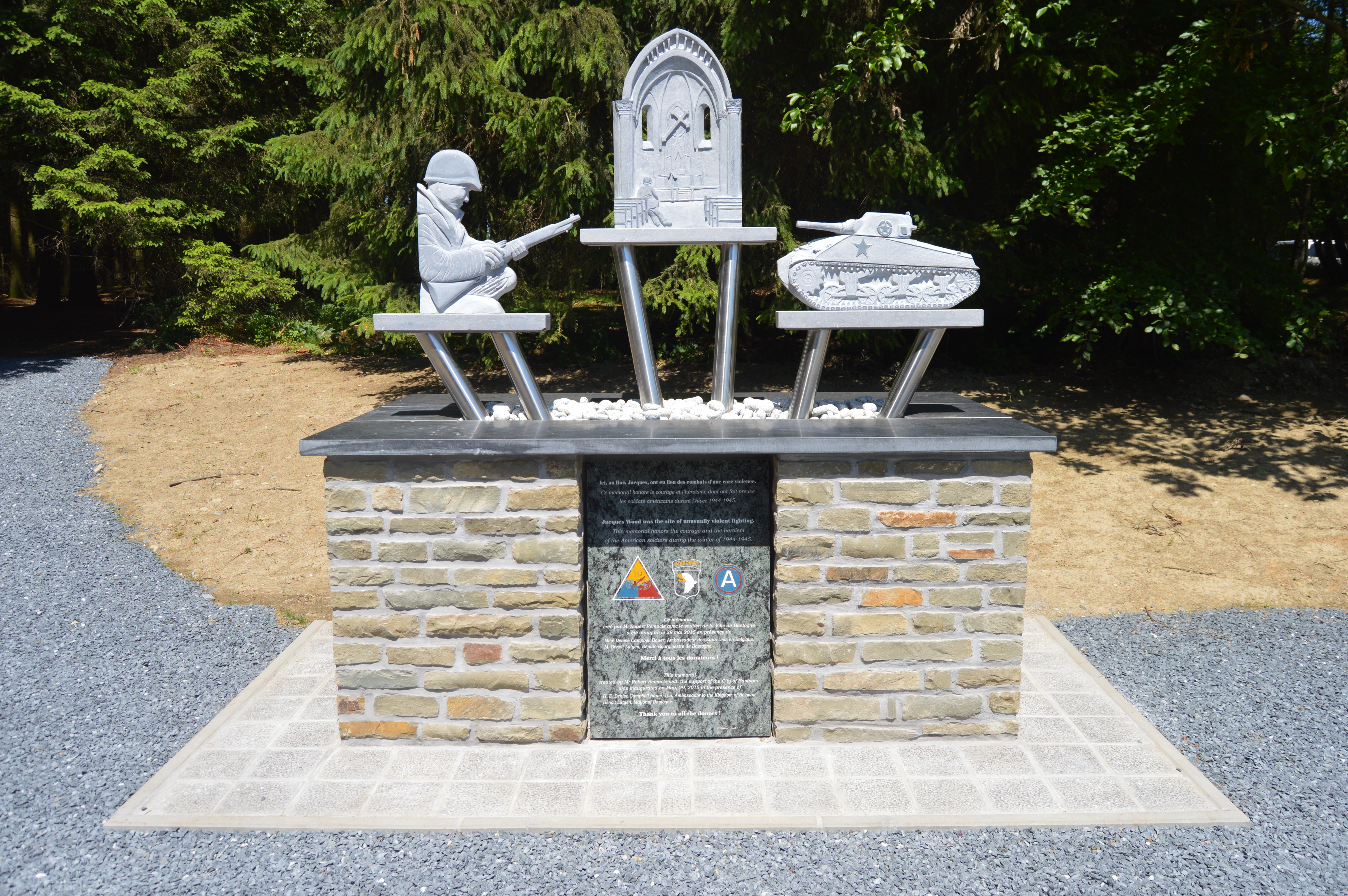
Mémorial Bois Jacques
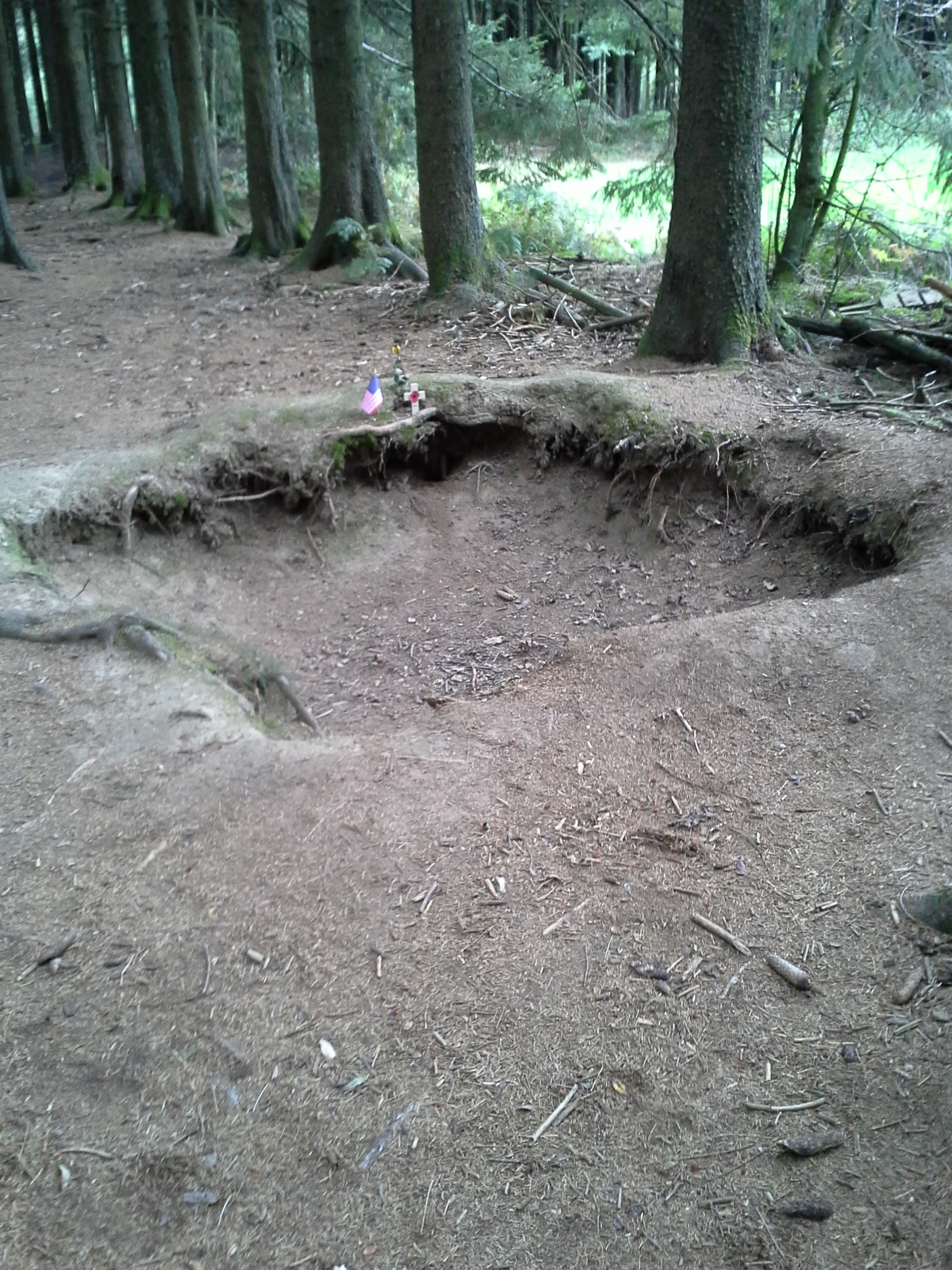
Fox hole dans le bois Jacques